# Jardin Samuel-de-Champlain
Le jardin Samuel-de-Champlain est un espace vert du 20e arrondissement de Paris.

## Situation et accès
Situé le long de l'avenue Gambetta et du cimetière du Père-Lachaise, le site est accessible par le 18, avenue Gambetta.
Il est desservi à proximité par les lignes de métro 2 et 3 à la station Père Lachaise et 3 et 3 bis à la station Gambetta.

## Origine du nom
Il porte le nom du navigateur et géographe Samuel de Champlain (1574-1635), qui fonda la ville de Québec en 1608.

## Historique
Créé en 1889 entre le cimetière du Père-Lachaise et l'avenue Gambetta, le jardin s'étend sur 13 192 m2 et prend le nom de « jardin Samuel-de-Champlain ».
Il accueille le Monument aux victimes des Révolutions, datant de 1909, réalisé par Paul Moreau-Vauthier avec les pierres du  mur original des Fédérés portant les traces des impacts de balles,. En bas à gauche est gravée l'inscription suivante :

« Ce que nous demandons à l'avenir, ce que nous voulons de lui, c'est la justice, pas la vengeance ! »

— Victor Hugo
Dès la commande de l'œuvre par la municipalité en 1907, une intense polémique naît en raison du regroupement fait par le titre volontairement consensuel de ce monument, des victimes de toutes les révolutions, quel que soit d'ailleurs le camp auquel elles appartenaient — au lieu d'être un hommage aux seuls Communards. Les partisans de la Commune s'opposent donc fortement à l'érection du monument sur le site originel du mur à l'intérieur du Père-Lachaise, et forcent la municipalité à le placer à l'extérieur de l'enceinte dans le jardin Champlain. Le monument est finalement inauguré par les Socialistes unifiés le 24 mai 1909.

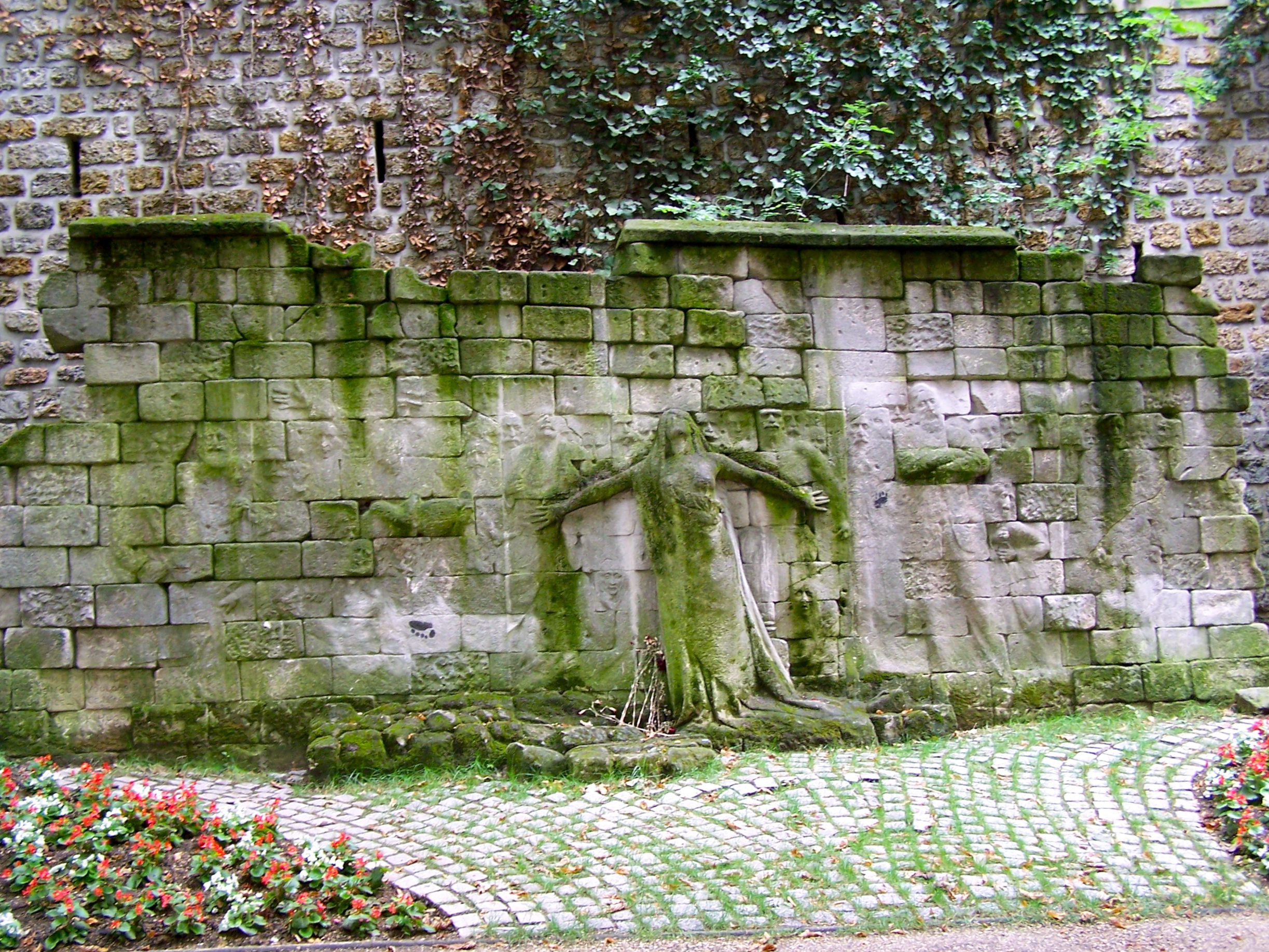
Le Monument aux victimes des Révolutions.
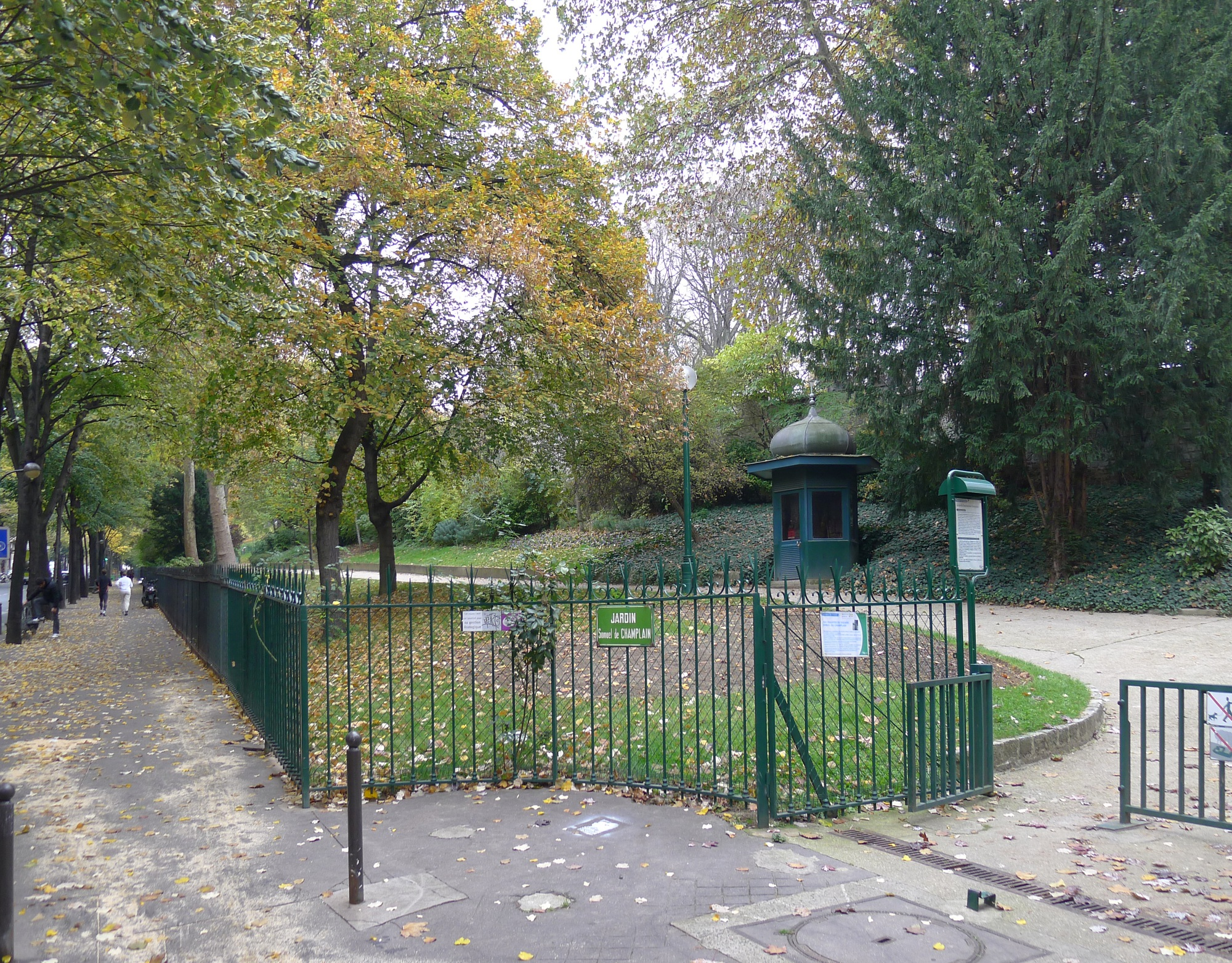
Entrée du jardin avenue Gambetta.

Le jardin accueillait également une statue de Léopold Steiner, Le Déclin, enlevée en 2002.